# Kalení
Kalení je způsob tepelného zpracování ocelí (austenitické oceli a ostatní kovy kalit nelze). Při něm se ocel ohřeje na tzv. kalicí teplotu, a poté se prudce ochlazuje. Tím získává lepší mechanické a fyzikální vlastnosti. V případě oceli dochází ke vzniku přesyceného tuhého roztoku uhlíku v železe (tzv. martenzitu). Ten je charakteristický jemnou strukturou. Kalíme proto, abychom dosáhli vyšší, případně maximální tvrdosti výrobku nebo jeho pracovní plochy, například břitu. Kalená součást má vyšší tvrdost, ztrácí však houževnatost, a proto se stává křehčí.
Kaličství je specializovaná profese, kterou nelze vykonávat bez znalosti teorie, do oceli „nevidíme“ a nemůžeme sledovat průběh kalení. (Jen pro zajímavost možno uvést, že kdysi kalírenský mistr dokázal pouhým okem určit teplotu rozžhavené oceli s přesností ± 20 °C.[zdroj?]) V dnešní době mají kalírenské pece veškeré procesy řízeny počítačem a dělník ji pouze obsluhuje. Přesto i dnes je vysoká kvalifikace kaliče nadále nutná, aby v případě zmetkovitosti dokázal nalézt příčinu.

## Kalení ocelí
Kalení je tepelné zpracovaní spojené se vznikem nerovnovážné struktury. Je prováděno jak u nástrojových ocelí, tak u ocelí konstrukčních, a to pro zlepšení určitých mechanických vlastností. Kalením se dosahuje u součástí vysoké tvrdosti a odolnosti proti opotřebení. Tyto vlastnosti jsou spojeny se vznikem nerovnovážné struktury martenzitu a bainitu, které jsou požadovány po správném zakalení. Zakalením oceli se vždy zvýší i její pevnost v tahu. Současně se zvětší i její objem.
To způsobuje problémy hlavně při kalení velkých součástí: deformace, křivost, velké vnitřní pnutí, nebezpečí trhlin, až prasknutí součástí.[zdroj?] Kalením se zvětší objem oceli – to je ovšem jen velmi zhruba řečeno pro kalírenské učně, aby pochopili výuku o rovnání křivých dílů po kalení. Ve skutečnosti to není tak jednoduché a jedná se o rozsáhlé teorie kalení. (Například se kalením pokřiví větší ocelová součástka. Kdybychom tuto součástku vyžíhali – a uvedli ji tím znovu do výchozího stavu, zůstane už nadále křivá).
U konstrukčních ocelí je martenzit výchozí strukturou pro další tepelné zpracování, například popouštění za vyšších teplot (zušlechťování), jehož výsledkem je jemná popouštěcí struktura sorbit, která má výbornou kombinaci pevnosti, tvrdosti a houževnatosti. Toto zušlechťování je vlastně zvláštní způsob kalení, při kterém nejde o tvrdost, ale o zvýšení pevnosti v tahu na mm². Naopak u nástrojových ocelí je martenzit strukturou konečnou, která právě u těchto ocelí zajišťuje vysoké hodnoty tvrdosti a houževnatosti.
Jemnost, resp. zrnitost je závislá od rychlosti ochlazování, ale i dalších faktorů (nečistoty v kovu atd.). Čím je rychlost vyšší, tím je struktura jemnější. Kalící teplota je nižší než teplota tavení kovu a je závislá na obsahu uhlíku; dá se vyčíst z diagramu Fe-Fe3C.
Kalení je zakázáno u ocelových součástek a strojních dílů, které by při nečekaném prasknutí mohly způsobit úraz. Například pro kované háky u zvedacích zařízení platí zásada, že při nadměrném zatížení se musí hák natahovat a tím varuje obsluhu. Kalený hák by nečekaně praskl a břemeno by spadlo.
Při velké křehkosti oceli se říká, že je překalená, což je zavádějící, neodborný výraz. Pokud se po úderu ulomí ostří sekáče, je to proto, že byl příliš křehký. Příčina je však v tom, že byl zakalen na příliš velkou tvrdost. Řešením je znovupřekování a popuštění na nižší tvrdost, přičemž vzroste houževnatost. Tvrdost a houževnatost spolu úzce souvisí a kaličství vždy znamená nalezení optimálního kompromisu mezi těmito veličinami. Nelze dosáhnout obojího zároveň.
Pokud se ochlazuje tekutý kov extrémně vysokou rychlostí, nestihnou se v kovu vytvořit zárodečná centra a kov tuhne jako amorfní, tzn. bez krystalické struktury. Takovéto vysoce nestabilní kovy se nazývají též kovové sklo.
Opakem kalení je žíhání, používané k výrobě co nejměkčí oceli. Ocel z huti je dodávána vyžíhaná, tedy v základním nebo výchozím stavu. Jestliže se kalení nepodaří, musí být vyžíhána (vrácena do výchozího stavu) a znovu zakalena.

## Základní pojmy
kalitelnost – je schopnost materiálu dosáhnout kalením určité tvrdosti. Je zásadně ovlivněna obsahem uhlíku. Jako kalitelné jsou označovány oceli s obsahem uhlíku nad 0,2 %, kdy lze již zaručit vznik zákalné struktury. Oceli nad 0,35% C se považují za dobře kalitelné. U legovaných ocelí se obsah uhlíku potřebný k zakalení mírně snižuje a to díky přísadám legujících prvků v oceli.
Doplněk: Kalitelnost je schopnost materiálu dosáhnout min. 50% martenzitu ve struktuře. Legující prvky především zvyšují prokalitelnost.
prokalitelnost – je schopnost oceli dosáhnout tvrdosti, odpovídající její kalitelnosti v určité hloubce pod povrchem kalené součásti. Lze ji jednoduše ověřit Jomminiho čelní zkouškou prokalitelnosti.
Doplněk: Prokalitelnost je hloubka, do které materiál obsahuje min. 50% martenzitu.
zakalitelnost – je nejvyšší dosažitelná tvrdost oceli, která je dána především tvrdostí martenzitu (která je ovlivněna obsahem uhlíku v oceli, se zvyšujícím se obsahem tvrdost martenzitu stoupá).

## Kalící prostředí
Základní pravidlo je, čím má ocel méně uhlíku, tím rychleji musí být ochlazena. S přibývajícím uhlíkem rychlost chlazení zpomalujeme a nejpomalejší je u vysoce legovaných ocelí (legury jsou špatným vodičem tepla, ocel se nedokáže naráz ochladit a popraská).
Při kalení potřebujeme ocel ochlazovat kritickou rychlostí, volba kalícího prostředí závisí na kalitelnosti a prokalitelnosti:
- voda – nenáročné a levné kalící prostředí, nejintenzivnější kalící prostředí, dosahuje se zde nadkritických rychlostí ochlazování, které jsou nutné pro vznik martenzitické struktury, během ochlazování součásti ve vodní lázni dochází k vytvoření tzv. parního polštáře na povrchu kalené součásti, který značně omezuje účinnost ochlazování, proto je doporučeno součástí ve vodní lázni pohybovat, aby byl negativní účinek parního polštáře omezován, další možností jak předcházet vzniku parního polštáře je vhodnou přísadou prvků, které vznik parního polštáře omezují (kyseliny, soli, hydroxidy), nevýhodou tohoto kalícího prostředí je vznik velkých pnutí v zakalené součásti. Pokud součást při kalení do vody praskne, znamená to, že ochlazování je příliš rychlé a kalíme pak do oleje.
- olej – mírnější kalicí prostředí ochlazování, 10× menší než voda, minerální oleje teplota 50 °C, za provozu olej stárne, proto se filtruje či vyměňuje
- roztavené solné lázně – plynulé ochlazování, dosáhne se nejmenšího vnitřního pnutí
- vzduch – vzduchem se kalí pouze samokalitelné oceli tř. 19, pro zvýšení účinku se vzduch dmýchá pod tlakem 10 kPa
- roztavené kovové lázně – používáme jen v některých případech, podobné vlastnosti jako solné lázně

## Druhy kalení

### Martenzitické
1. Nepřetržité – kalení součástí jen do určitých rozměrů (při větších rozměrech vzniká velký teplotní rozdíl mezi jádrem a povrchem materiálu)
2. Přetržité lomené – kalení do dvou různých prostředí (rychlejší a pomalejší)
3. Přetržité termální
4. Přetržité se zmrazováním

### Bainitické
1. Nepřetržité
2. Izotermické zušlechťování – součásti se již dále nepopouštějí
3. Izotermické patentování – používá se při výrobě drátu, vzniklá struktura je vhodná k protahování skrz průvlak
4. Izotermické kalení